# Louis Lachenal

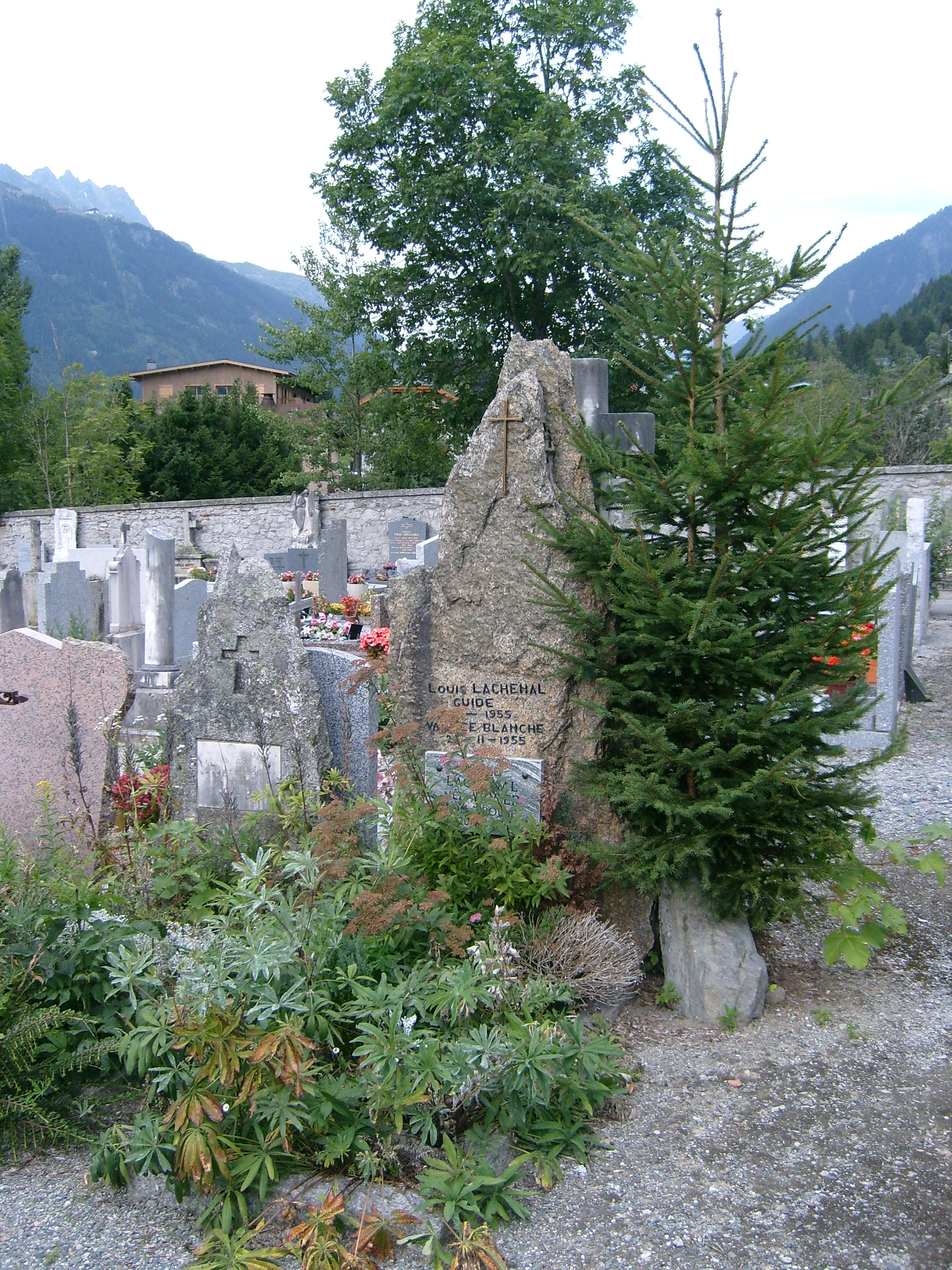
Tumba de Louis Lachenal.

Louis Lachenal (17 de julio de 1921 - 25 de noviembre de 1955) fue un escalador francés nacido en Annecy (Alta Saboya) y uno de los dos primeros alpinistas en alcanzar una cumbre de más de 8.000 metros. El 3 de junio de 1950, junto con Maurice Herzog, llegó a la cima del Annapurna, en Nepal, a una altitud de 8.091 m. Previamente Lachenal había hecho el segundo ascenso de la cara norte del Eiger en 1947 con Lionel Terray. 
Murió al caer en una grieta cubierta de nieve mientras esquiaba la Vallée Blanche, en Chamonix (Francia). La montaña Pointe Lachenal en el Mont-Blanc recibió su nombre en su honor.